# Terremoto de Málaga de 1680
Se conoce como terremoto de Málaga de 1680 al seísmo que tuvo lugar el día 9 de octubre en la provincia de Málaga (España). El terremoto tuvo su epicentro en la Sierra de Aguas, entre los actuales términos municipales de Álora y Carratraca y tuvo una intensidad de 9 en una escala de 10.
El temblor se sintió en la ciudad de Málaga a las 7.15 horas de la mañana. Según un informe detallado enviado al rey Carlos II , la Catedral fue el único edificio de la ciudad que no sufrió daños. Las víctimas mortales estuvieron en torno a las 70 personas y otras cien resultaron heridas. El temblor también se sintió en el mar, ya que fue sucedido por un maremoto.
En otros puntos de la provincia se tiene noticia de los siguientes daños:
- En Alhaurín de la Torre cayeron dos casas y la Iglesia y las demás casas sufrieron graves daños.
- En Pizarra se destruyeron 15 casas de las 80 que tenía y las demás quedaron en mal estado.
- En Cómpeta se cayeron casi todas las casas y parte de la iglesia.
- En Alozaina se hundieron cuarenta casas.
- En Cártama se hundieron 40 casas y murió una mujer y se hirieron otras dos y tres niños.
- En Álora se derribaron tres casas y causó graves daños en el convento de San Francisco.
- En Coín se detruyeron 40 casas y las demás quedaron en estado de ruina.
- En Alhaurín el Grande se destruyó totalmente la Iglesia y cayeron 122 casas. Otras 53 quedaron inhabitables y las demás en muy mal estado. Murieron siete personas.
- En Mijas cayeron 37 casas, y las demás quedaron casi inhabitables. Murieron ocho personas.
- En Benalmádena quedaron inhabitables todas las casas del pueblo y se hundió la iglesia.

El terremoto también causó numerosos daños en Sevilla, Córdoba, Jaén y Granada.